# Hugo Martínez
Hugo Roger Martínez Bonilla (Polorós, La Unión, 2 de enero de 1968) es un ingeniero agrónomo, político, escritor y diplomático salvadoreño.

## Biografía
Fue dirigente del movimiento estudiantil de la Universidad de El Salvador (UES) entre 1987 y 1992. En ese mismo período, fue militante del aparato urbano de las Fuerzas Populares de Liberación, una de las cinco organizaciones insurgentes que integraban el Frente Farabundo Martí para la Liberación Nacional (FMLN). Se graduó como Ingeniero agrónomo en la UES. Obtuvo la maestría en Ingeniería de la Formación y Sistemas de Empleos en la Universidad de Toulouse, Francia.
Después de la firma de los Acuerdos de Paz de Chapultepec, fue dirigente de la Juventud del FMLN, antigua insurgencia, que se había transformado en partido político desde diciembre de 1992. Entre 2002 y 2004, fue Secretario de Comunicaciones del FMLN. Entre 2008 y 2009 fue uno de los asesores de la campaña presidencial de Mauricio Funes.
Fue diputado a la Asamblea Legislativa por el departamento de San Salvador (2003-2009). Durante su mandato legislativo integró la Comisión de Relaciones Exteriores.

Después de la victoria electoral del FMLN en las elecciones presidenciales de 2009, asumió el cargo de Ministro de Relaciones Exteriores (2009-2013). Tuvo a su cargo el restablecimiento de las relaciones diplomáticas con la República de Cuba, interrumpidas desde 1961.  Dejó la Cancillería en junio de 2013, al ser elegido Secretario General del Sistema de Integración Centroamericana. 

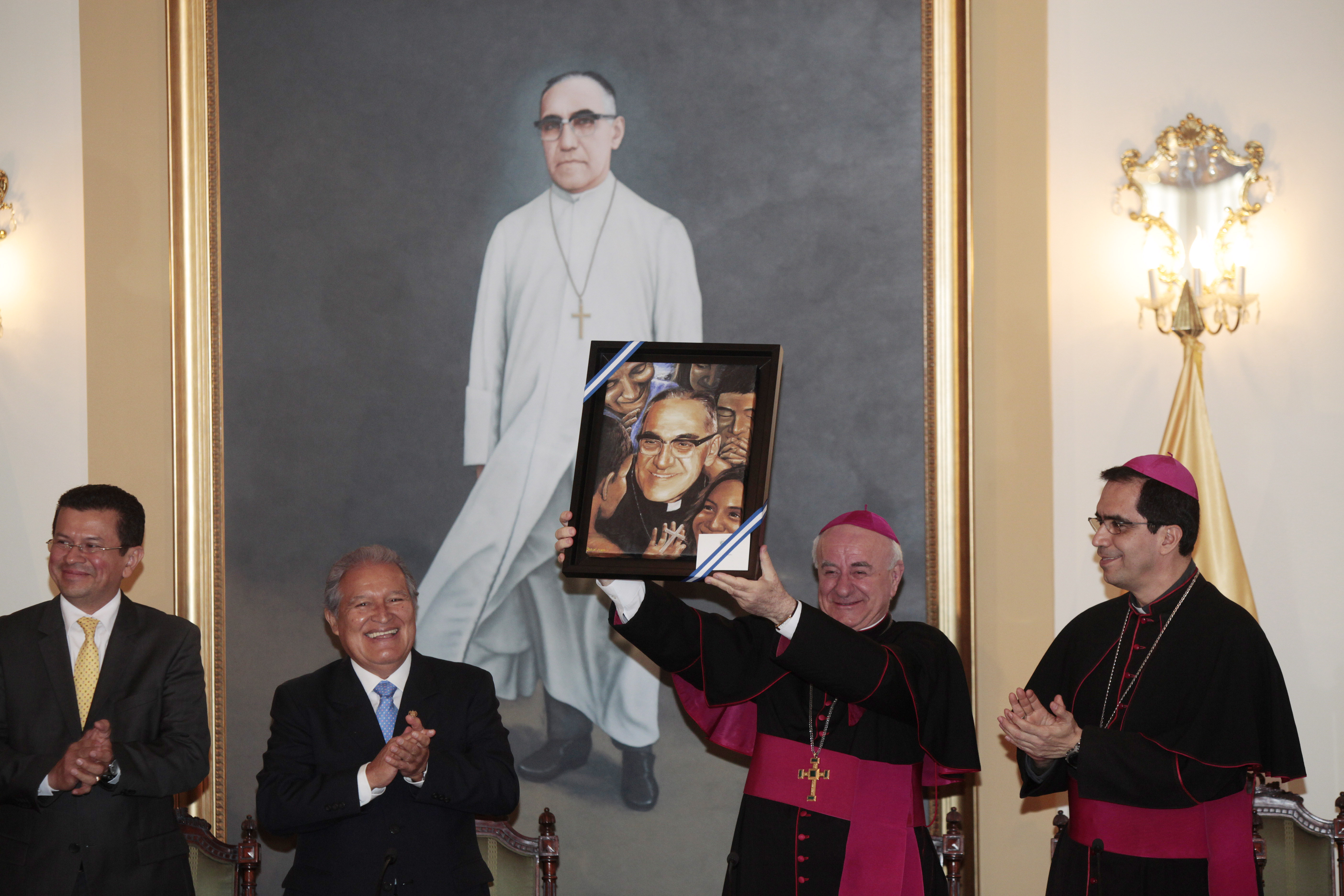
En la imagen están Hugo Martinez (Canciller de la república) Salvador Sanchez Ceren (Presidente de El Salvador); Vincenzo Paglia y José Luis Escobar Alas en Beatificación de Óscar Arnulfo Romero en 2015.

En junio de 2014, el presidente Salvador Sánchez Cerén lo llamó nuevamente al cargo de Ministro de Relaciones Exteriores en el segundo gobierno del FMLN. Tuvo a su cargo las gestiones para la protección de la comunidad salvadoreña en el exterior.

### Candidato presidencial
En abril de 2018, anunció su decisión de dejar el Ministerio, para competir en la elección interna del FMLN para seleccionar al candidato a la presidencia con vistas a las elecciones nacionales de 2019.
El 27 de mayo de 2018 fue elegido como candidato presidencial del FMLN por elección directa de la militancia, superando al exministro de Obras Públicas, Gerson Martínez. Participó en las contiendas electorales de 2019 junto con su compañera de fórmula, Karina Sosa, compitiendo contra la fórmula presidencial de ARENA, Carlos Calleja y Carmen Aída Lazo; y GANA, Nayib Bukele con Félix Ulloa. Siendo este último el ganador de las elecciones con 1 388 009 votos representando el 53,027 por ciento de los votos válidos a contra posición de la fórmula de Martínez y Sosa con 377 404 votos válidos que representan el 14.418 por cierto y fórmula de Callejas y Lazo con 831 726 votos que son el 31,775 por ciento.

## Escritos
Es autor del libro «25 años de estudio y lucha» que relata el desarrollo del movimiento estudiantil en la Universidad de El Salvador durante las décadas de 1970 y 1980.